# Cabo Verde nos Jogos Olímpicos
Cabo Verde tem enviado atletas para todos os Jogos Olímpicos de Verão realizados desde 1996, embora o país somente tenha conseguido sua primeira medalha Olímpica nos jogos de 2024, com o bronze de Daniel Varela de Pina no boxe masculino 51 kg. Nenhum atleta de Cabo Verde competiu nos Jogos Olímpicos de Inverno.
A única categoria em que Cabo Verde tem participado consistentemente desde sua estréia nas Olimpíadas, em 1996, é a Maratona Masculina; sua classificação melhorou de um 94º lugar (1996) para 67º (2000), caindo para 78º (2004) e atingindo o melhor resultado, 48º em 2008. Outras modalidades frequentes incluem o Atletismo e a Ginástica.